# Park Kul'tury (metropolitana di Nižnij Novgorod)
Park Kul'tury (in russo: Парк Культуры) è una stazione della Linea Avtozavodskaja, la linea 1 della Metropolitana di Nižnij Novgorod, di cui è uno dei due capolinea. È stata inaugurata il 15 novembre 1989.